# Guido Montesi
Guido Montesi (Venezia, 13 maggio 1927 – Padova, 24 gennaio 2020) è stato un politico italiano, già sindaco di Padova.

## Biografia
Visse a Padova, dove ricoprì importanti incarichi istituzionali, tra cui quello di sindaco per la Democrazia Cristiana dall'aprile 1981 all'agosto 1982. 
Si occupò anche di teatro sempre a Padova e in tutto il Veneto. Inoltre fu il secondo Governatore dell'Ordine dei Padovani Eccellenti, incarico che ha ricoperto dal 2004 al 2015.
Morì il 24 gennaio 2020, all'età di 92 anni.